# Desmocerus
Tribu
Genre
Desmocerus est un genre d'insecte de l'ordre des coléoptères, de la famille Cerambycidae. 

## Liste d'espèces
Selon ITIS:
- Desmocerus aureipennis Chevrolat, 1855
- Desmocerus californicus Horn, 1881
- Desmocerus palliatus (Forster, 1771)